# Stato sociale
Lo stato sociale (in inglese: welfare state, lett. "stato del benessere") è l'insieme delle politiche sociali che proteggono i cittadini di uno Stato dai rischi e li assistono nei bisogni legati alle condizioni di vita e sociali. 

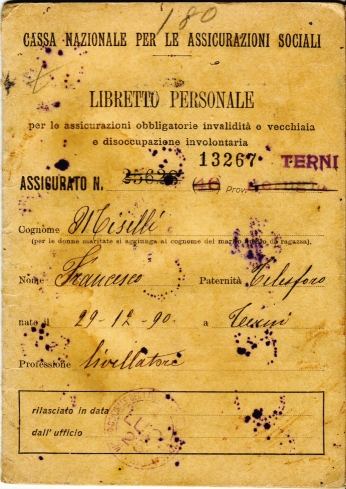
Tessera della Cassa Nazionale per le Assicurazioni Sociali, 1921.

Il termine è anche usato in un'accezione più ampia, per definire un orientamento dello Stato e/o di istituzioni sociali volto a proteggere e promuovere il benessere economico e sociale dei cittadini, sulla base dei principi di pari opportunità, equa distribuzione della ricchezza e responsabilità pubblica per i cittadini più fragili.
Le prime politiche dello stato sociale, come le pensioni pubbliche e le assicurazioni sociali, si svilupparono a partire dal 1880 nei paesi occidentali in via di industrializzazione. La Grande depressione, la prima e la seconda guerra mondiale diedero impeto all'espansione dello stato sociale, per affrontare la disoccupazione, la perdita di produzione e il collasso del sistema finanziario. Alla fine degli anni Settanta i sistemi di welfare sono entrati in crisi in molti paesi per effetto di politiche neoliberiste, crisi economiche, trasformazioni sociali ed economiche, cambiamenti demografici e problemi di sostenibilità finanziaria.

## Storia
Ogni società contempla delle norme per la ridistribuzione della ricchezza tra i propri cittadini. In alcune società queste norme sono di tipo religioso. Ad esempio, nelle società islamiche è consuetudine la Zakat. Nell'Antica Roma vi era, invece, la lex frumentaria. 

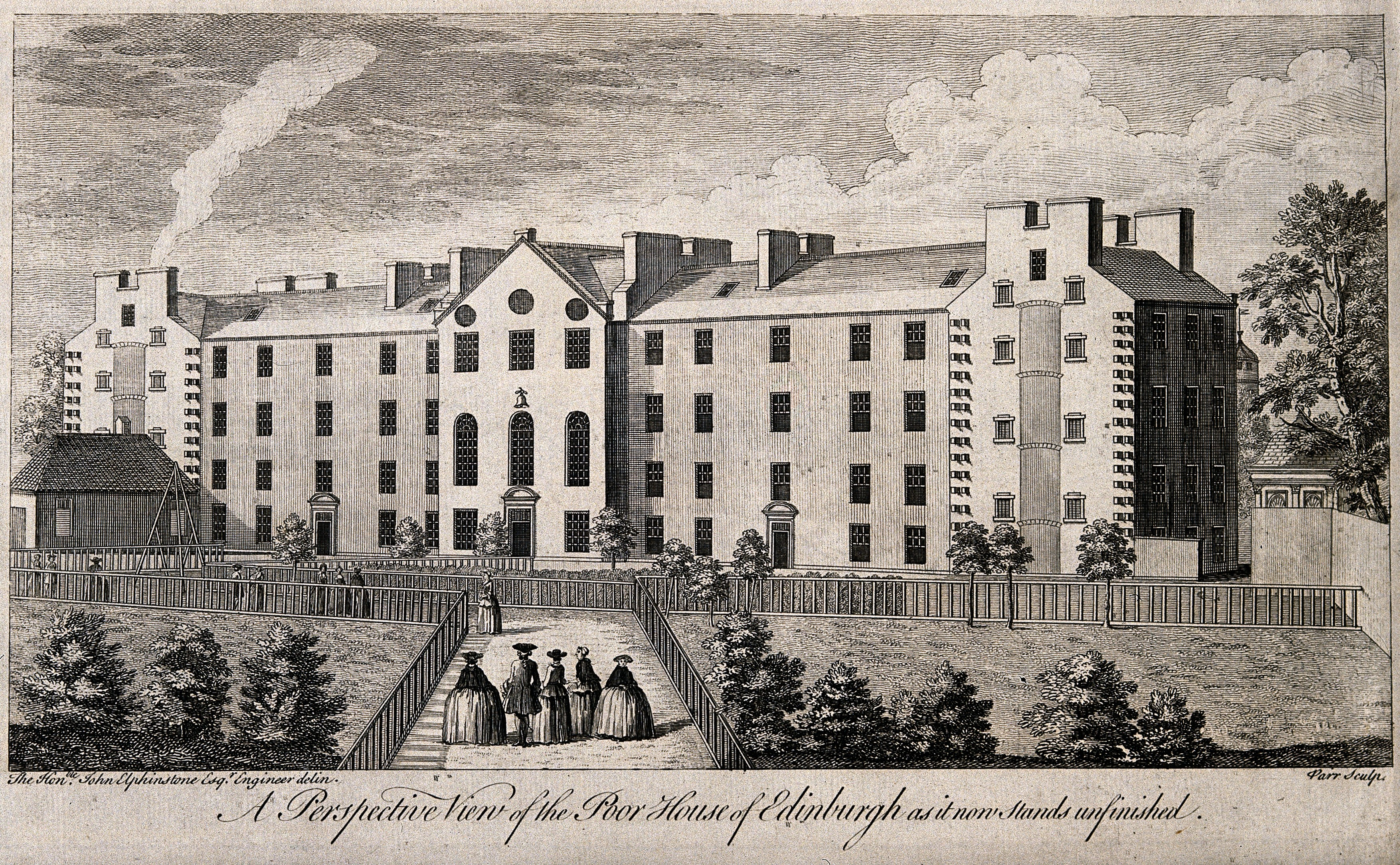
La casa dei poveri, Edimburgo, fine XVIII secolo.

Le politiche sociali contemporanee nel mondo occidentale trovano le loro radici nell'assistenza caritatevole e beneficenza nei confronti dei poveri. Nel corso dei secoli, gli attori principali furono organizzazioni associate alla Chiesa e la filantropia nobiliare. In Europa, le prime forme assistenziali pubbliche si svilupparono in Inghilterra e Francia a partire dal XVI secolo, non solo a scopo assistenziale, ma anche repressivo e di controllo sociale dei poveri. In Inghilterra nel XVI secolo si introdusse per prima una tassazione per finanziare strutture di ricovero forzato per i poveri, affidate alle parrocchie.
Nel mondo occidentale, la velocità di sviluppo dello stato sociale e la sua organizzazione hanno mostrato differenze nazionali, pur in un certo grado di similitudine generale. Le basi dello stato sociale vennero gettate tra fine del 1800 e primi del 1900; esso si consolidò dopo il primo conflitto mondiale e sotto l’impulso della grave crisi del 1929. Lo stato sociale continuò a crescere fino alle prime crisi fiscali degli anni 1980, quando i presupposti della sua espansione vennero messi in discussione.

### Fasi storiche
Nei paesi occidentali, la storia dello stato sociale viene tipicamente divisa in cinque fasi.

#### Nascita (dal 1800 alla prima guerra mondiale)

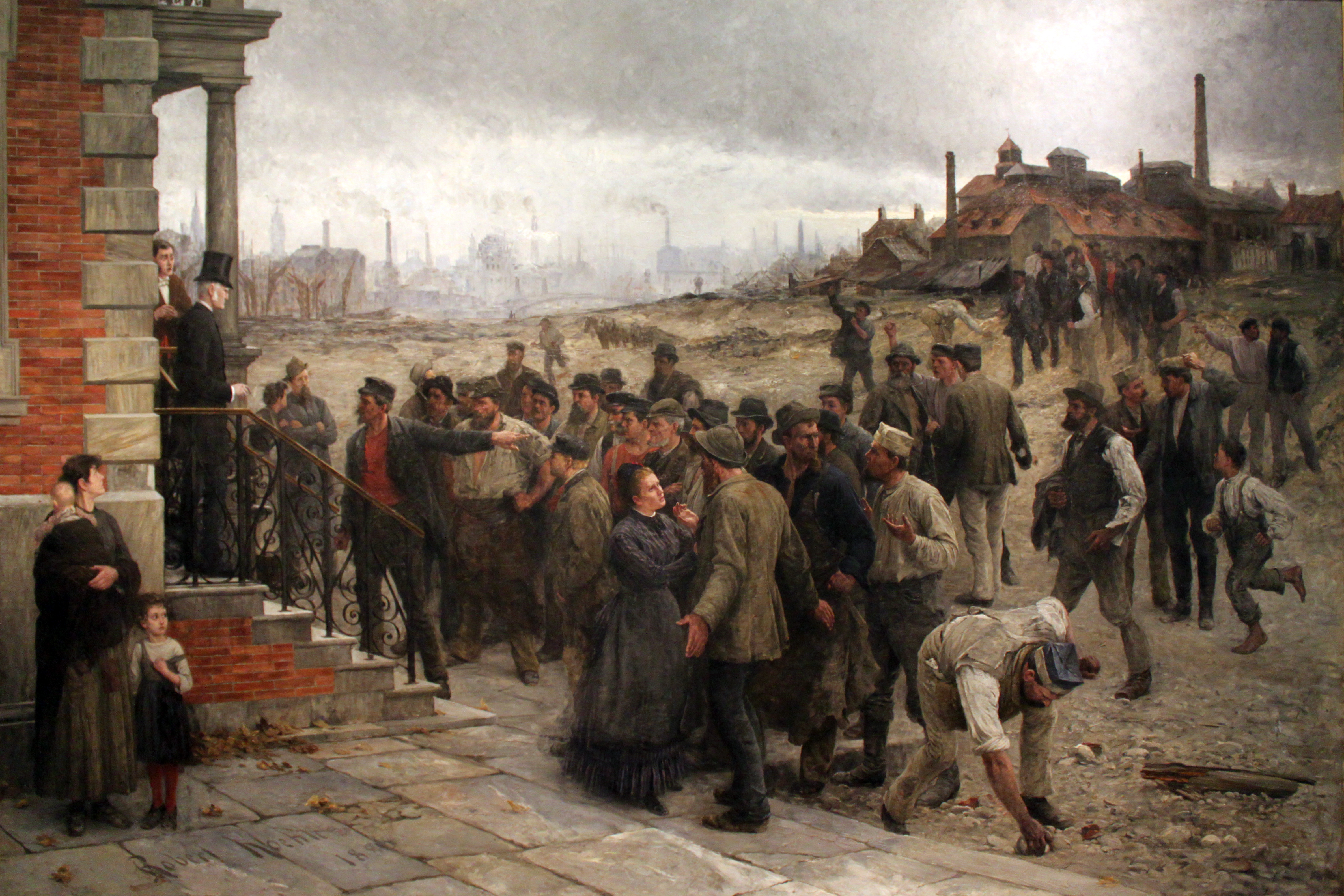
Sciopero nella regione di Charleroi (1886) di Robert Koehler.

Nel corso dell’ottocento, la rivoluzione industriale e la crescita demografica cambiarono fondamentalmente le società europee e crearono nuovi strati di povertà e fragilità sociale. I movimenti operai crebbero fortemente verso la fine del secolo, accentuando la richiesta di tutele e introducendo forme di mutualità. Le prime forme di protezione sociale assunsero non solo ruoli di assistenza, ma anche di ordine pubblico e di gestione della forza lavoro.  Il nascente intervento statale (più accentuato in alcuni paesi, come la Francia, che in altri) si combinava con il tradizionale ruolo della beneficenza e delle istituzioni religiose e con un ruolo crescente delle associazioni operaie e dei sindacati.
Le prime assicurazioni sociali obbligatorie furono generalmente quelle contro gli infortuni sul lavoro (1880-1900). Successivamente vennero introdotte quelle per le malattie (1880-1920) e contro la disoccupazione (a cavallo della prima guerra mondiale).

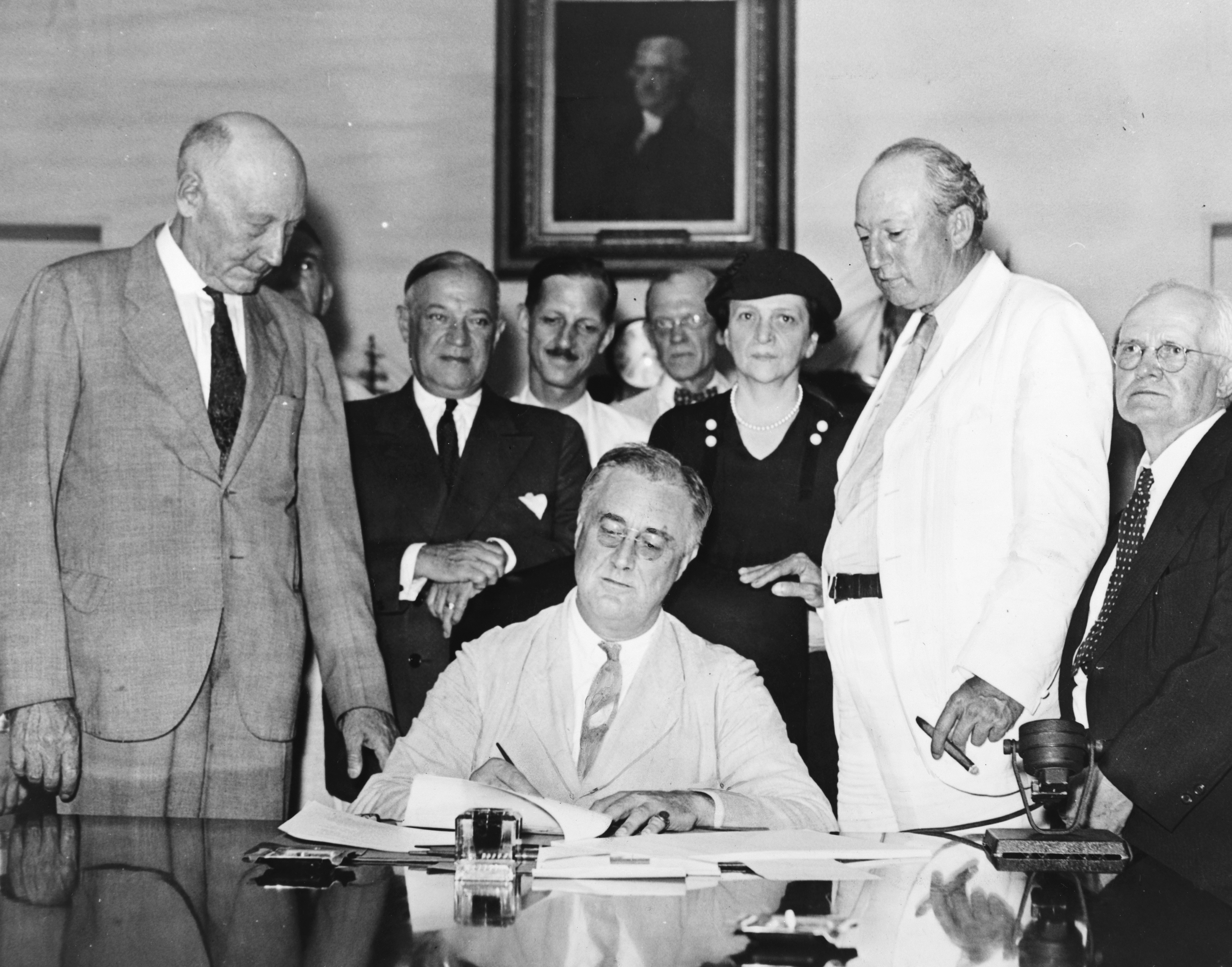
Il presidente americano Roosevelt firma la Legge sulla Sicurezza Sociale, 14 Agosto 1935

#### Consolidamento (periodo inter-bellico)
Gli anni 1920 e 1930 furono un'epoca di crescita dello stato sociale in molti paesi, democratici o totalitari. È questo il caso ad esempio degli Stati Uniti con le politiche del New Deal che seguirono la crisi economica del 1929; in Germania con la crescita dello stato sociale nazista sui fondamenti costruiti dal Governo di Bismarck alla fine dell’800; in Svezia, con lo sviluppo delle politiche sociali di ispirazione socialdemocratica; in Gran Bretagna, con l’estensione di assicurazioni universaliste; in Italia, con le riforme sociali centraliste e stataliste promosse dal regime fascista. In generale si produsse un ampliamento delle tutele a una sezione più larga della popolazione e vennero lanciati nuovi e più elaborati schemi di previdenza e sostegno al reddito.

#### Espansione (1945-1975)
Nel secondo dopoguerra una fase di forte crescita economica e delle tensioni e domande sociali produsse una forte espansione delle politiche e della spesa sociale. I regimi di welfare cominciarono a divergere significativamente tra i paesi. Nei paesi anglosassoni e scandinavi si affermò un modello universalistico volto a limitare l'esclusione sociale. Nei paesi europei continentali si estesero invece gli schemi previdenziali legati alle categorie occupazionali e basati sulla contribuzione.

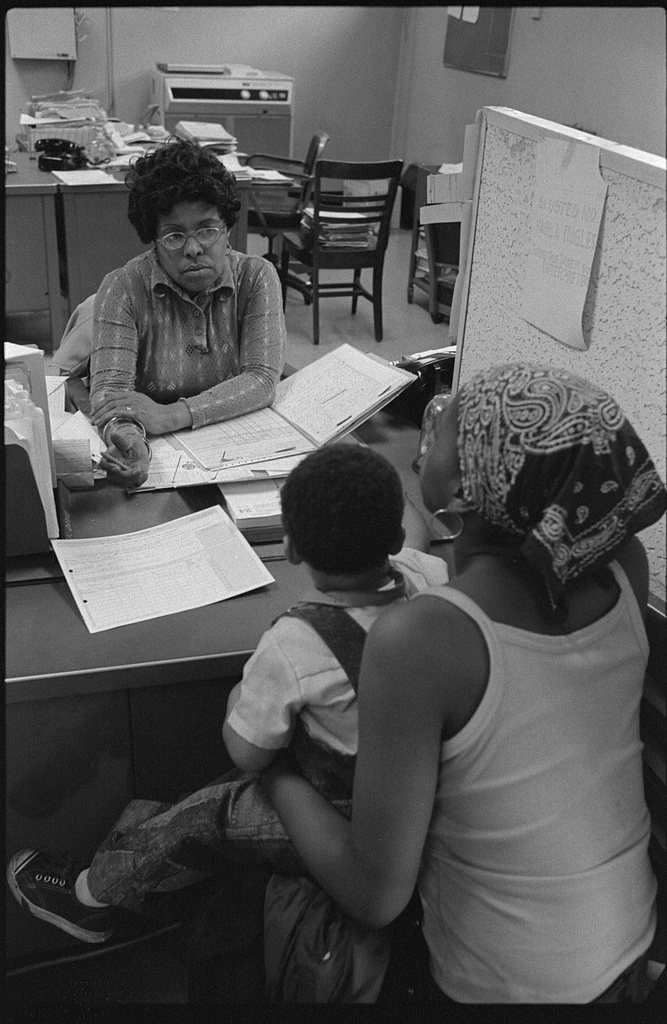
Ufficio del welfare della città di New York, 1976.

#### Crisi (anni 1970-1980)
Durante gli anni Settanta, la crescita economica rallentò a causa delle crisi petrolifere e delle tensioni internazionali. Disoccupazione e tensioni sociali aumentarono in Europa. I presupposti dell'espansione precedente dello stato sociale vennero meno. L'espansione delle politiche sociali era stata sostenuta dalla crescita economica, dall'espansione industriale, da un relativo equilibrio dei ruoli sociali e da una relativa efficacia delle politiche pubbliche. Ora, nuovi fenomeni si accentuavano rompendo gli equilibri precedenti e introducendo profonde trasformazioni sociali, politiche ed economiche: la crescita economica si indebolì; il settore terziario soppiantò l'industria come settore dominante; la globalizzazione economica e l'integrazione europea cambiarono le relazioni economiche e politiche; l'invecchiamento della popolazione, assieme a immigrazione, trasformazioni di valori sociali e dei rapporti di genere crearono nuove domande sociali. Queste profonde trasformazioni, assieme a pressioni per il risanamento fiscale, misero in crisi i modelli di stato sociale, che furono chiamati a contenere i costi e allo stesso tempo a rispondere a nuove domande di servizi e tutele.

#### Riforma (dagli anni 1990 ad oggi)
A partire dagli anni Novanta, i regimi sociali hanno vissuto frequenti riforme e trasformazioni, diverse da Paese a Paese, volte a riconciliare domande spesso contrastanti tra loro: la riduzione dei costi, nuove politiche di ridistribuzione, tutele verso nuove fragilità sociali o nuovi diritti sociali, e ricalibratura delle politiche sociali esistenti.

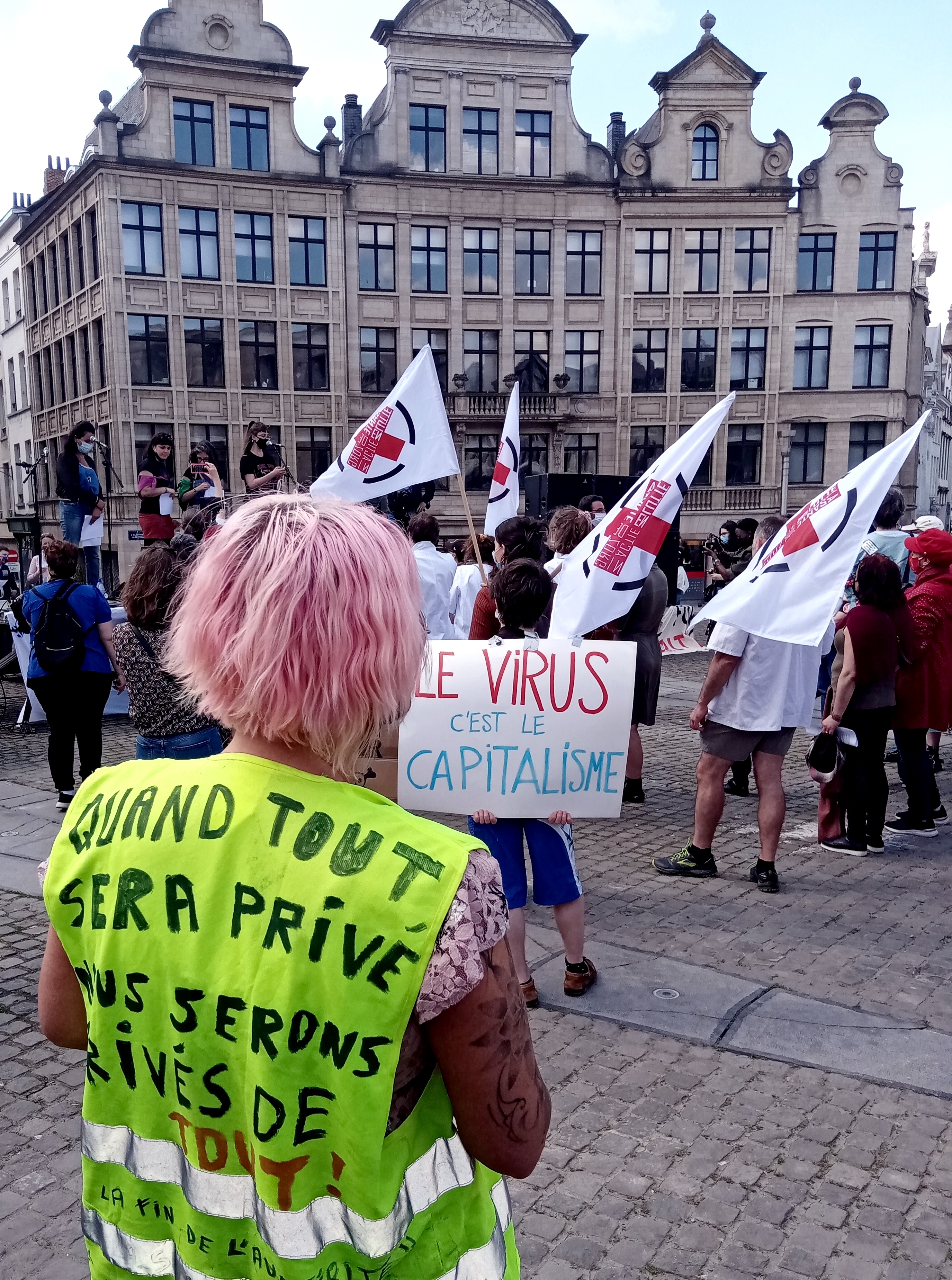
Manifestazione per la riforma del sistema sanitario a Bruxelles, nel 2021. Sul gilet giallo si legge Quando tutto sarà privatizzato, noi saremo privati di tutto, sul cartello Il virus è il capitalismo.

### Interpretazioni storiche
Molti fattori hanno avuto e continuano ad avere un ruolo nel generare l’evoluzione dello stato sociale e diverse scuole di pensiero attribuiscono loro una importanza diversa. Alcune scuole di pensiero usano una interpretazione ideologica. Altre una chiave di lettura sociologica basata sulla teoria della convergenza. Più recentemente si è affermata un'interpretazione storico-istituzionalista, che vuole integrare il ruolo di idee, contesto storico e meccanismi istituzionali nel guidare lo sviluppo dello stato sociale.

#### Interpretazioni ideologiche
Le interpretazioni ideologiche si concentrano sulle idee che hanno influenzato la legislazione sociale. Storici liberali hanno enfatizzato la graduale ricerca di giustizia sociale nell'evoluzione delle norme e delle politiche, come mezzo per il miglioramento del benessere collettivo. Storici marxisti vedono nella legislazione sociale uno strumento di controllo delle masse da parte delle classi dominanti la società capitalistica: il loro obiettivo è preservare il sistema e le tutele sociali sono dunque un prezzo da pagare per provvedere alla salute e istruzione della forza lavoro e per prevenire o mitigare contestazioni.

#### Interpretazioni contestuali
In campo economico e sociologico, la teoria della convergenza postula che società diverse, per effetto della diffusione dell’industrializzazione e di cambiamenti ad essa associati (crescita economica, urbanizzazione, cambiamenti demografici, ecc.) tendono ad assumere strutture sociali ed economiche simili. Tra le conseguenze, esse tendono a sviluppare uno stato sociale simile perché tra le loro società c’è una convergenza di bisogni e strutture. Le ideologie contano solo secondariamente. Questa prospettiva è detta anche contestuale.

#### Interpretazioni storico-istituzionaliste
Questa prospettiva considera che l’evoluzione dello stato sociale è solo secondariamente determinata dal contesto sociale ed economico, ma molto di più dalle istituzioni. Con il termine istituzioni non si intendono qui solo le organizzazioni formali, concrete (p.e., ministeri, enti, ecc.) ma anche l’insieme di regole, leggi e anche, più diffusamente, idee, valori, schemi mentali che si riflettono in una determinata politica sociale. Ad esempio, la politica di assistenza sociale come istituzione è costituita non solo da leggi, regolamenti ed organizzazioni, ma anche dalle idee, dai valori, dai modi di pensare (relativi, in questo esempio, a chi è necessario assistere, come e con quali risorse) che informano e soggiacciono agli aspetti istituzionali formali, concreti e più visibili. Le istituzioni così intese si riflettono (in maniera dinamica, in continuo graduale cambiamento) nell'apparato statale del welfare (la burocrazia, fatta di idee, regole e strutture).
Attraverso le varie istituzioni, che sono in relazione tra loro, si gioca la competizione per il potere, cioè la competizione politica. La competizione politica da impulsi attraverso le riforme, e le istituzioni (come sopra intese) frenano e allo stesso tempo guidano il cambiamento dello stato sociale. L’assetto istituzionale esistente determina quindi gli esiti della politica. Il processo di cambiamento (la storia) non è una semplice sequenza di eventi, ma una evoluzione. Le istituzioni influenzano i cambiamenti possibili: le scelte di ieri restringono il ventaglio delle opzioni disponibili per domani (perché ad esempio rinforzano idee, impegnano risorse, rafforzano determinati attori, diffondono certi valori, a scapito di altri). In sostanza, i cambiamenti dipendono dal percorso.
Per spiegare l’evoluzione dello stato sociale, non è dunque sufficiente studiare i cambiamenti visibili (le leggi, le organizzazioni). Bisogna analizzare come quei cambiamenti visibili sono stati influenzati dai cambiamenti di valori, idee, modi di pensare e di agire degli attori coinvolti, e viceversa. Solo in questa maniera è possibile cercare un nesso causale tra un cambiamento osservato (p.e., una riforma sociale) e i fattori istituzionali che l’hanno determinato.
Questa prospettiva si rivela particolarmente utile nello studiare la fase attuale della storia dello stato sociale: aiuta a spiegare l’origine della configurazione attuale delle politiche sociali e la difficoltà d fare riforme radicali; essa aiuta anche a identificare quelle che sono le riforme possibili.

## Definizione
Una definizione di stato sociale accettata universalmente non esiste. ll concetto di stato sociale, che si è molto diffuso in particolare dagli anni 1950, ha assunto diversi significati, che possono variare in base al contesto a cui ci si riferisce.
In una accezione relativamente ristretta, usata in particolare in ambito economico, per stato sociale si intende l’insieme delle politiche sociali, cioè di quelle politiche pubbliche volte a soddisfare bisogni sociali (ovvero, legati alle condizioni di vita, come nascita, maternità, istruzione, abitazione, vecchiaia) e proteggere i cittadini da rischi (quali malattia, invalidità, infortuni). Le politiche sociali perseguono l’obiettivo di produrre il benessere (welfare) dei cittadini, in base a valori riconosciuti da una determinata società, e riflessi in diritti, norme e standard riconosciuti nella legislazione. Ai diritti sociali si associano spesso obblighi di contribuzione ai costi delle politiche.
L’organizzazione dello stato sociale, cioè gli obiettivi, gli approcci, i beneficiari, i metodi, i costi e i benefici delle politiche sociali, possono variare da paese a paese. In ciascun paese esse sono cambiate nel corso della sua storia, riflettendo le idee, condizioni sociali, interessi economici e scelte politiche di ciascuna epoca. Lo sviluppo dello stato sociale è intimamente associato alla evoluzione dello Stato moderno.
Lo stato sociale è una caratteristica dei moderni Stati di diritto che si fondano sul principio di solidarietà.
In alcune accezioni più allargate (teoriche o politiche), con stato sociale si intende qualcosa che va al di là dell’insieme delle politiche sociali, ovvero una vera forma di Stato a cui è riconosciuto il compito di rafforzare, attraverso le politiche sociali, la libertà dei cittadini e la loro capacità di partecipare nella vita civica. In questa accezione, si parla dunque di stato sociale, e non semplicemente di sicurezza sociale, quando "lo Stato assume in modo sistematico la responsabilità per la soddisfazione dei bisogni fondamentali dei suoi cittadini e non solo di alcune categorie, configurando un insieme di diritti sociali”. Così facendo, le tutele sociali tendono a perdere il carattere di discrezionalità tipico degli approcci caritatevoli, da cui storicamente trassero origine.

### Ambiti di intervento
Nel corso della storia il numero di settori di intervento delle politiche sociali si è allargato, sebbene in misura variabile da paese a paese, in risposta ai cambiamenti economici e politici e alle domande sociali. Non esiste dunque una lista esaustiva di politiche costituenti lo stato sociale; esse solitamente comprendono:
- Politiche del lavoro (incluso disoccupazione, sostegno al reddito)
- Politiche pensionistiche
- Politiche sanitarie
- Politiche socio-assistenziali
- Politiche per la famiglia
- Politiche abitative
- Politiche per disabilità e non autosufficienza
- Politiche per l’infanzia
- Politiche contro la povertà

### Modalità di intervento
Le politiche sociali possono essere di tre tipi generali: assistenza, assicurazioni e sicurezza sociale.

#### Assistenza
L’assistenza consiste in interventi pubblici (monetari o in beni e servizi) mirati a specifici gruppi sociali, normalmente i più deboli, i quali devono dimostrare il loro stato di bisogno. L’assistenza è normalmente a carico dello Stato e quindi della fiscalità generale.

#### Assicurazioni sociali
Le assicurazioni sociali sono prestazioni a cui i cittadini possono accedere tramite adesione ad uno schema assicurativo. L’adesione normalmente richiede una contribuzione e può prevedere benefici che dipendono dall'anzianità di adesione. Le assicurazioni possono essere fornite da attori statali o privati e coprono rischi quali infortuni, invalidità, malattia, vecchiaia, morte del capofamiglia, disoccupazione, non autosufficienza, carichi familiari, ecc. Le prestazioni sono determinate in forma non discrezionale (automatica) e in base a criteri specializzati per ogni schema. Le assicurazioni sociali sono normalmente obbligatorie.

#### Sicurezza sociale
Con sicurezza o protezione sociale si intendono solitamente le assicurazioni sociali universalistiche obbligatorie, ovvero destinate a tutta la popolazione (quindi non legate all'occupazione) e pagate dal fisco.

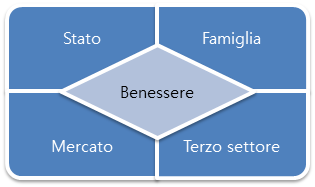
Gli attori dello stato sociale, le cui relazioni configurano il particolare regime sociale in un dato momento in un dato paese.

### Attori e regimi
Lo stato sociale contemporaneo è il prodotto dell’azione non solo dello Stato (il primo settore), ma anche del mercato (attori privati, ovvero il secondo settore) e da attori collocati a metà tra pubblico e privato (il terzo settore, o privato sociale). Hanno anche un ruolo le famiglie e i cittadini individualmente. Questi attori interagiscono e assumono ruoli che variano da paese a paese, e nel corso della storia di ciascun paese. La configurazione dei ruoli è chiamata “regime sociale”.

## Classificazione
Esistono diverse maniere di classificare i sistemi o modelli di stato sociale. Sono state proposte classificazioni basate su:
- i meccanismi di accesso alle tutele (modelli fondamentali);
- la prevalenza di le tutele pubbliche oppure private e gli effetti delle tutele sui differenti gruppi sociali (regimi di welfare).

Lo studio empirico dei sistemi di welfare è tutt'oggi in uno stadio iniziale: non esistono ancora teorie che permettano di misurare e classificare lo stato sociale in maniera definitiva o che altrettanto definitivamente permettano d spiegarne l'evoluzione in una o l'altra direzione. Le classificazioni non rappresentano dunque schemi rigidi, ma offrono piuttosto delle prospettive di analisi e comparazione di quelle che sono realtà molto complesse ed in continua evoluzione. Alcuni paesi tendono a cadere chiaramente in una tipologia, molti presentano forme ibride.

### Modelli fondamentali
Se si considera la maniera in cui si sceglie chi viene coperto dalle politiche sociali, si distinguono due modelli base. Questa classificazione generale è utile per analizzare la fase di consolidamento degli stati sociali.

#### Modello universalistico

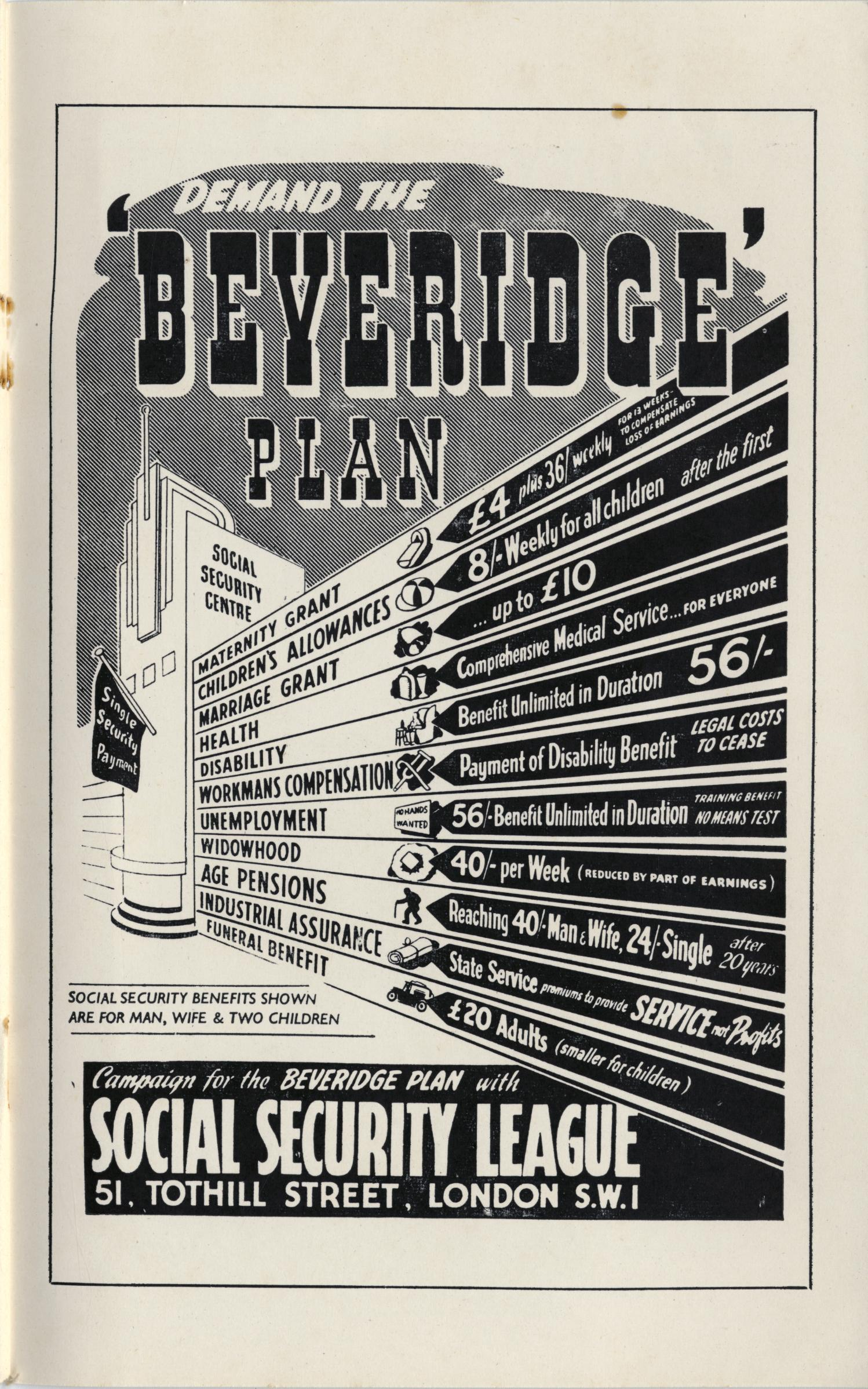
Pamphlet per incentivare l'adesione al Piano Beveridge per la sicurezza sociale, Regno Unito, 1944.

In questi sistemi, gli schemi sociali sono aperti a tutti i cittadini indipendentemente dalla loro occupazione e pagati generalmente dal fisco; le politiche sociali ridistribuiscono risorse tra tutta la popolazione, considerata come un bacino unico. Storicamente, questo modello è esemplificato dalle politiche sociali attuate in Gran Bretagna all'inizio del secolo XX e frequentemente associato al piano promosso nel 1942 dall'economista inglese William Beveridge.

#### Modello occupazionale
In questo modello (detto anche particolaristico) i cittadini partecipano alle coperture sociali specifiche del proprio settore economico e gruppo occupazionale. Ogni gruppo ha le sue coperture con relative regole e assicurazioni, a cui i membri contribuiscono. Gli schemi sociali ridistribuiscono risorse all'interno di ciascun gruppo occupazionale. Uno scopo importante è la redistribuzione tra fasi della vita dello stesso assicurato (salute-malattia, gioventù-vecchiaia). Storicamente questo modello è esemplificato dal sistema di sicurezza sociale sviluppato in epoca Bismarckiana in Germania.

#### Modelli ibridi
Molti sistemi di stato sociale hanno prodotto eventualmente forme ibride dei due modelli tipici. Ad esempio, molti paesi che hanno inizialmente basato le pensioni su un modello occupazionale, hanno poi introdotto una pensione sociale (universale) per garantire chi non raggiunge una soglia minima coi contributi. Oppure quelli che hanno inizialmente garantito solo la pensione minima, ne hanno poi sviluppato forme contributive. Se consideriamo la sanità, in Italia l’assicurazione sanitaria è nata su base occupazionale (casse mutua) e successivamente è stato introdotto il sistema sanitario nazionale su base universalistica.

### Regimi di welfare
Un altro sistema di classificazione è stato ispirato dallo studio degli stati sociali europei e nordamericani nella loro fase di espansione. Questa classificazione guarda alla prevalenza di assicurazioni pubbliche oppure private (mercificazione) e alla misura in cui le tutele rafforzano e attenuano differenze nella popolazione (stratificazione). Questa classificazione parla di regimi sociali e non di stato sociale, perché tiene in considerazione non solo il ruolo dello Stato, ma anche quello del mercato e della famiglia; e analizza il ruolo statale nella redistribuzione di risorse in relazione al ruolo affidato a famiglia e mercato.
Si distinguono tre regimi classici: liberale, conservatore-corporativo e socialdemocratico. Alcuni studiosi aggiungono ulteriori regimi: quello meridionale (sud-europeo); e quello dei paesi dell’est europeo (ex-comunisti).
Questa classificazione di tipologie ideali non è tanto importante per mettere un dato sistema in una casella o l'altra, quanto per capire le forze che hanno spinto e formato un particolare sistema sociale. Le forze che prevalgono in un dato contesto sono importanti, perché gli assetti istituzionali e le politiche tendono a influenzare il comportamento degli attori sociali e la successiva evoluzione delle politiche stesse.

#### Regime liberale
In questo regime la copertura e i benefici delle assicurazioni sociali sono relativamente limitati e destinati principalmente ai più bisognosi. Essi devono dimostrare la propria condizione di bisogno per accedere alle coperture. L’intervento statale, finanziato dal fisco, mira soprattutto a ridurre la povertà ed esclusione sociale con servizi essenziali.  La popolazione meno indigente è incentivata dallo stato a cercare nel mercato (p.e., assicurazioni private) le tutele, che quindi dipendono dall'impiego e dal pagamento di contributi. Questi regimi tendono a produrre una stratificazione della popolazione: da un lato quella più benestante e tutelata, che si avvale di servizi comprati sul mercato; dall'altro quella più povera, che si avvale delle coperture statali (residuali).
Storicamente questo regime è esemplificato da paesi anglosassoni, quali USA, Regno Unito, Canada, Australia.
I questi paesi accanto all'impianto generale di stampo liberale, possono essere introdotti schemi universalistici per tutelare i più bisognosi, altrimenti esclusi dai meccanismi di mercato. Negli Stati Uniti d'America, ad esempio, sono previsti schemi sociali come il Medicaid per i poveri, il Medicare per gli anziani e l'AFDC per le madri sole.

#### Regime conservatore-corporativo
In questo regime l’obiettivo principale storicamente è stato quello di proteggere dai rischi sociali i cittadini in quanto lavoratori. I cittadini sono protetti da assicurazioni pubbliche legate alle loro occupazioni. Essi pagano contributi alla copertura assicurativa, che sono legati alla retribuzione. La partecipazione alle assicurazioni è spesso legata al capofamiglia. Il mercato ha un ruolo non preponderante nel fornire misure di protezione sociale, al di là di quelle pubbliche o mutue. Questi regimi tendono a preservare nella popolazione differenze di status e classe sociale in base alle occupazioni e al genere.
Sono esemplificati dai sistemi sociali della Germania, Austria, Francia, Olanda.

#### Regime socialdemocratico
In questo regime i cittadini si avvalgono di tutele pubbliche molto estese a cui accedono su base universalistica. Lo stato sociale ha l’obiettivo di assistere tutti minimizzando le differenze di trattamento. I cittadini contribuiscono spesso con una somma fissa e limitata; il fisco si fa carico di una buona parte del costo. Il mercato ha un ruolo limitato nel fornire tutele sociali. Questi regimi promuovono una forte uguaglianza di accesso alle tutele e benefici nella popolazione.
I paesi scandinavi (Svezia, Danimarca, Norvegia) hanno regimi di questo tipo.

#### Regime meridionale
I paesi europei mediterranei (Italia, Spagna, Grecia, Portogallo) hanno inizialmente seguito un modello occupazionale, cioè un grande numero di assicurazioni di vecchiaia e mutue sanitarie, legate ai settori di impiego. Tuttavia questo regime si è poi evoluto in un’altra direzione rispetto a quello dei paesi di regime corporativo - occupazionale. Durante la fase di espansione, i paesi mediterranei hanno creato una forte differenza tra categorie molto protette (impiegati statali e lavoratori dipendenti) e gli altri con protezioni marginali (sistema dualistico o fortemente stratificato). Successivamente, hanno introdotto una assistenza sanitaria universalistica. Hanno introdotto tardi misure di protezione contro la povertà. Il ruolo delle assicurazioni private varia da paese a paese.

## Economia delle politiche sociali
Da esso deriva la finalità di ridurre le disuguaglianze economiche. In senso ampio, per Stato sociale si indica anche il sistema normativo con il quale lo Stato traduce in atti concreti tale finalità; in questa accezione moderna si parla di Stato sociale. Con esso ci si propone di fornire e garantire diritti e servizi sociali, ad esempio:
- Assistenza sanitaria;
- Istruzione pubblica;
- Indennità di disoccupazione, sussidi familiari, in caso di accertato stato di povertà o bisogno;
- Previdenza sociale (assistenza d'invalidità e di vecchiaia);
- Accesso alle risorse culturali (biblioteche, musei, tempo libero);
- Difesa dell'ambiente naturale.

Questi servizi vengono erogati dai conti pubblici attraverso la cosiddetta spesa sociale, richiedono ingenti risorse finanziarie le quali provengono in buona parte dal prelievo fiscale che ha, nei Paesi democratici, un sistema di tassazione progressivo in cui l'imposta cresce proporzionalmente e al crescere del reddito.
Esistono anche casi opposti in cui attraverso lo stato sociale si operano politiche di redistribuzione dei redditi regressive ossia lo Stato integra in modo crescente i redditi bassi con l'applicazione del metodo di calcolo retributivo.

### Teorie attuali
Di fronte alla crisi dello Stato sociale e dei ceti medi (dagli anni 80) gli economisti di scuola neoliberista sostengono la necessità di diminuire ulteriormente la spesa pubblica ed il prelievo fiscale, sostenendo allo stesso tempo nuove forme di socialità basate sulla gestione secondo economie di scala ed alto ricorso alle tecnologie informatiche dei servizi da erogare al cittadino. In questo modo i servizi risulterebbero più efficienti e meno costosi..
Si sostiene allo stesso tempo l'idea di affidare (in tutto o in parte) a gestori privati,  servizi come le pensioni (fondi pensione privati), la sanità e l'istruzione.
Tuttavia i problemi di giustizia ed equità sociale, nonché il ridotto ruolo dello Stato nella redistribuzione della ricchezza, che deriverebbero da simili scelte, per gli economisti di matrice keinesiana non sono affatto trascurabili, specie alla luce dei risvolti negativi non previsti dalla teoria neoliberista dimostratisi nell'attuale crisi iniziata nel 2008, dopo la quale ingenti fondi pubblici sono stati versati alle banche ed il divario sociale è aumentato considerevolmente.
Dal punto di vista dello studio delle implicazioni del capitalismo cognitivo sulla crisi dello stato sociale, un terzo modello possibile, il Welfare dei beni comuni o Commonfare, basato sulla concessione di un reddito minimo garantito a tutti i cittadini, la definizione di un salario minimo, e sulla gestione condivisa dei beni comuni. In questo senso, negli ultimi anni in Italia si è andata affermando anche la teoria del secondo welfare, che considera sempre più rilevante l'apporto di attori privati - sia profit che non profit - per lo sviluppo e l'implementazione di iniziative sociali che affianchino lo Stato laddove quest'ultimo fatica maggiormente nell'offrire risposte ai crescenti rischi e bisogni sociali espressi dai cittadini.